# بنای آزادسازی صلح‌آمیز تبت

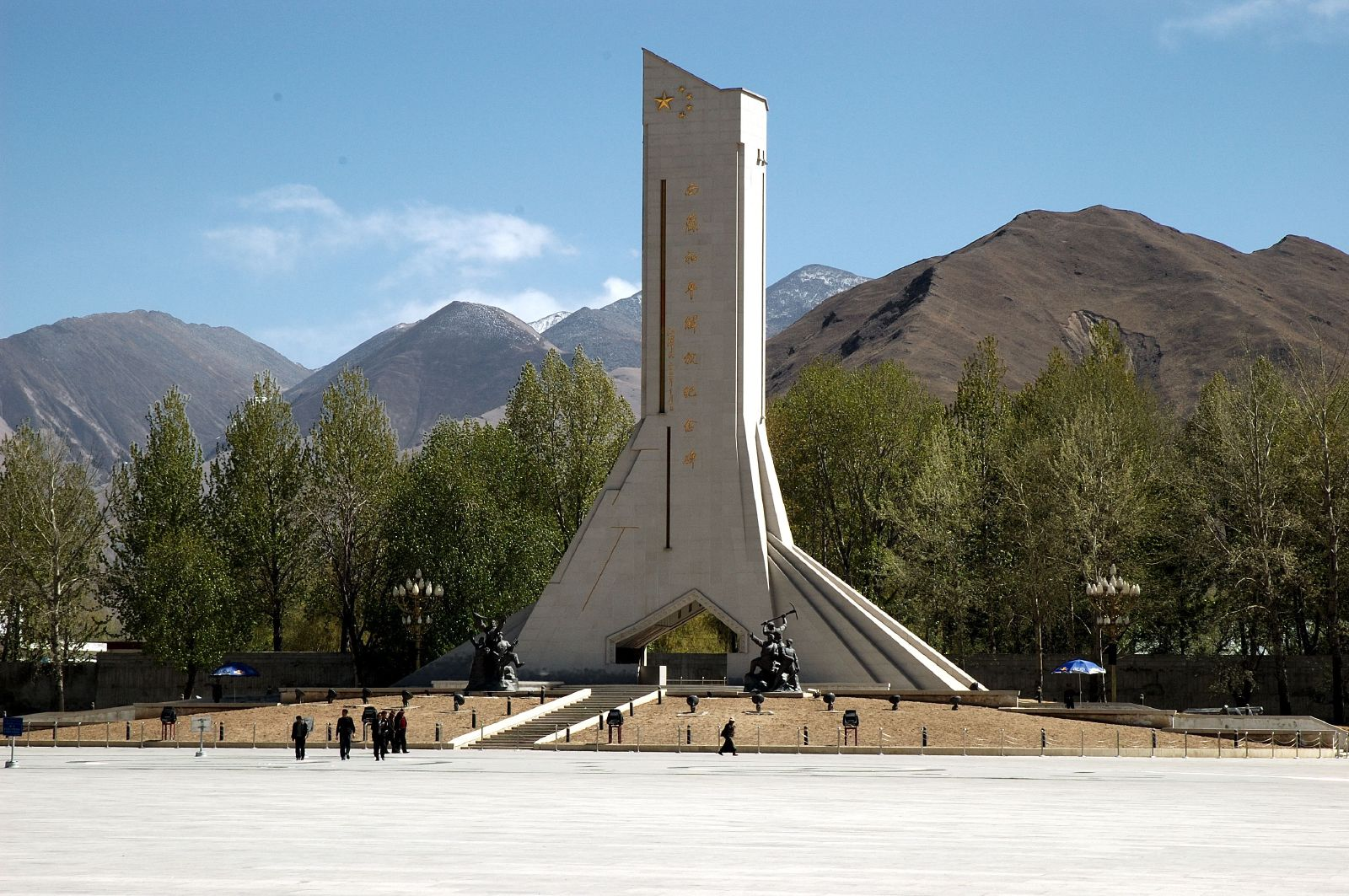

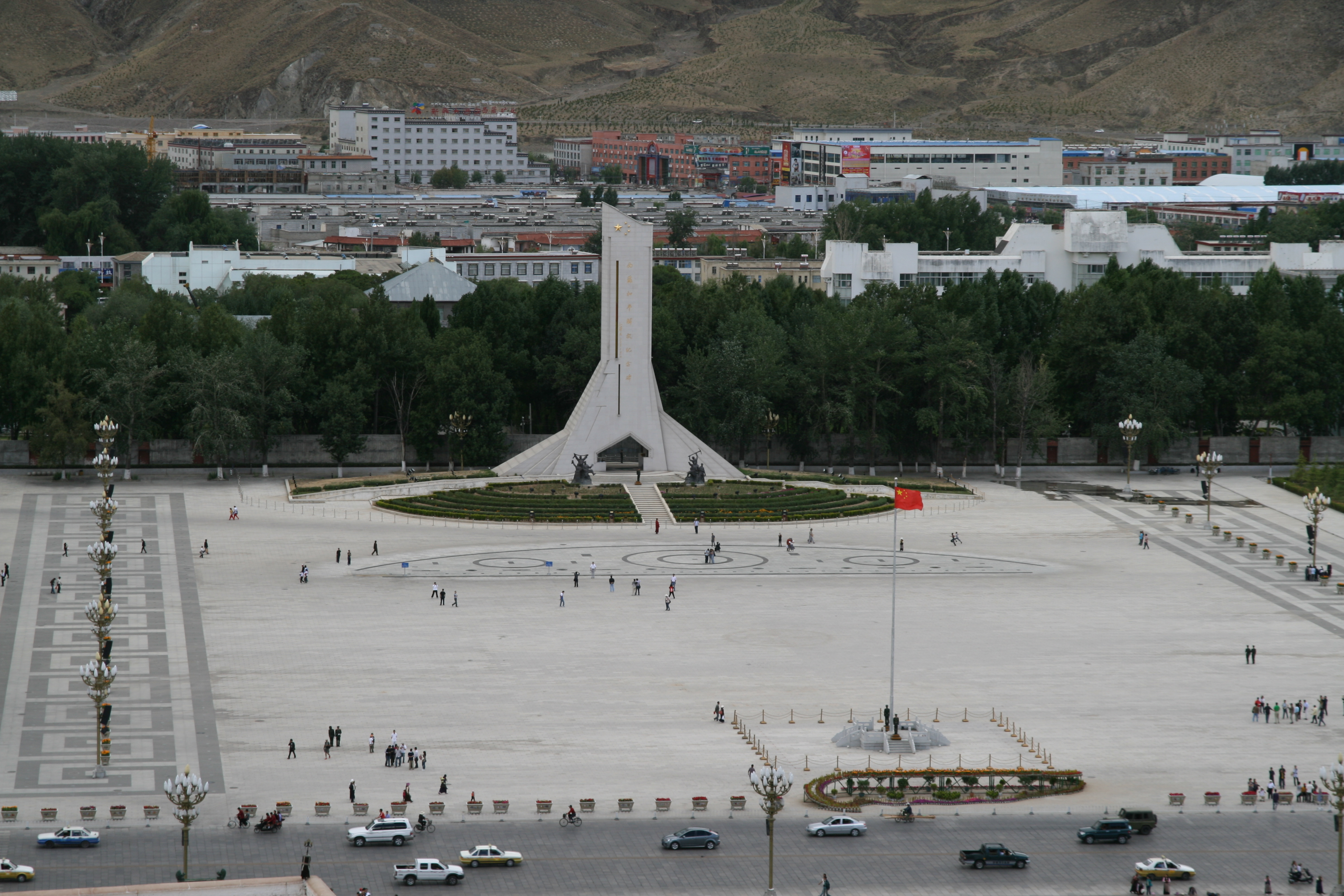

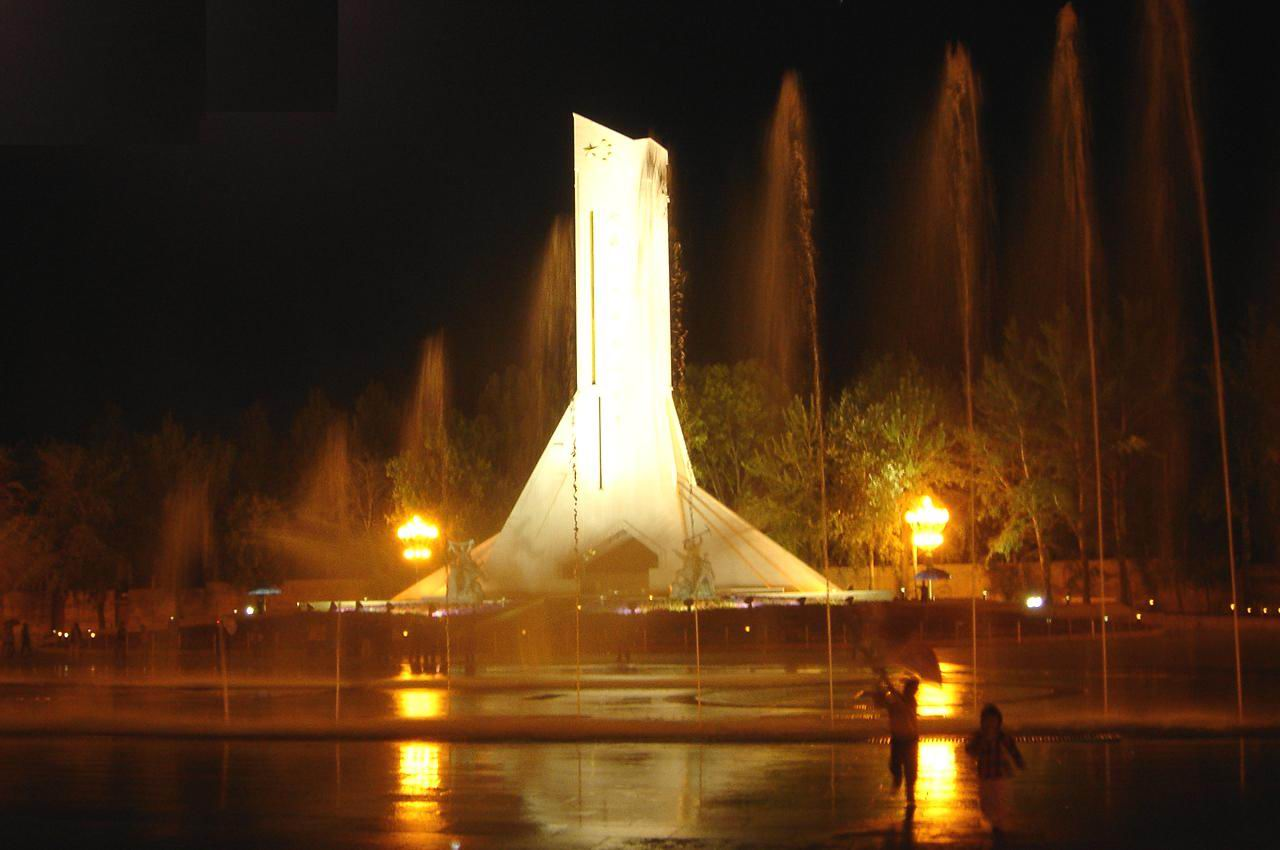

بنای آزادسازی صلح‌آمیز تبت (انگلیسی: Monument to the Peaceful Liberation of Tibet) واقع در میدان پوتالا در شهر لهاسا در منطقه خودگردان تبت و خارج از بناهای تحت حمایت میراث جهانی است.
این بنا برای یادبود آنچه چین نام آنرا آزادسازی صلح‌آمیز تبت توسط ارتش آزادی‌بخش خلق می‌نامد، یعنی اخراج «نیروهای امپریالیستی» از تبت و متحد کردن سرزمین اصلی چین و همچنین توسعه اجتماعی و اقتصادی تبت از آن به بعد، ساخته شده‌است.

## تاریخچه
این بنا که توسط استاد کیکانگ از دانشگاه جنوب شرقی ۳ طراحی شده، به ارتفاع ۳۷ متر و کاملاً از بتن ساخته شده‌است و طرحی نمادین از قله کومولونگما (قله اورست) می‌باشد. اسم این بنا به زبان سنتی توسط رئیس‌جمهور اسبق جیانگ زمین نوشته شده و نوشته دیگری در باب اخراج نیروهای امپریالیستی از تبت در سال ۱۹۵۱ و پیشرفتهای اجتماعی و اقتصادی بعد از آن سخن می‌گوید.
سنگ اول این بنا در تاریخ ۱۸ ژوئیه ۲۰۰۱ توسط هو جینتائو معاون رئیس‌جمهوری خلق چین در آن دوران گذاشته شده‌است. پرده‌برداری از این بنا در تاریخ ۲۲ می ۲۰۰۲ صورت گرفت.

## مخالفت مردم تبت
در همان تاریخ، دولت در تبعید تبت اعلام کرد که این بنا «علیرغم مخالفت مردم تبت» ساخته شده و یادآور «تحقیر یومیه مردم تبت» می‌باشد. به گفته کیت ساندرز مدیر روابط عمومی انجمن فعالیتهای بین‌المللی برای تبت، ساخت این بنا در منطقه‌ای به این حساسی بیانگر اراده ارسال پیامی قوی از دستگاه حکومتی چین در این منطقه به مردم تبت می‌باشد.
سرینگ وئزر شاعر و نویسنده چینی با اصلیت تبتی می‌گوید این بنا که وی آنرا یک موشک می‌خواند، می‌خواهد «نمادی از قله اورست» باشد ولی به هیچ عنوان نمادی از زیبایی نیست (...) سربازانی که از این میدان حفاظت به عمل می‌آورند هشدار معنی‌دارتری هستند که اوضاع آشفته کنونی پوتالا و تبت را تشدید می‌کند.

## نگارخانه

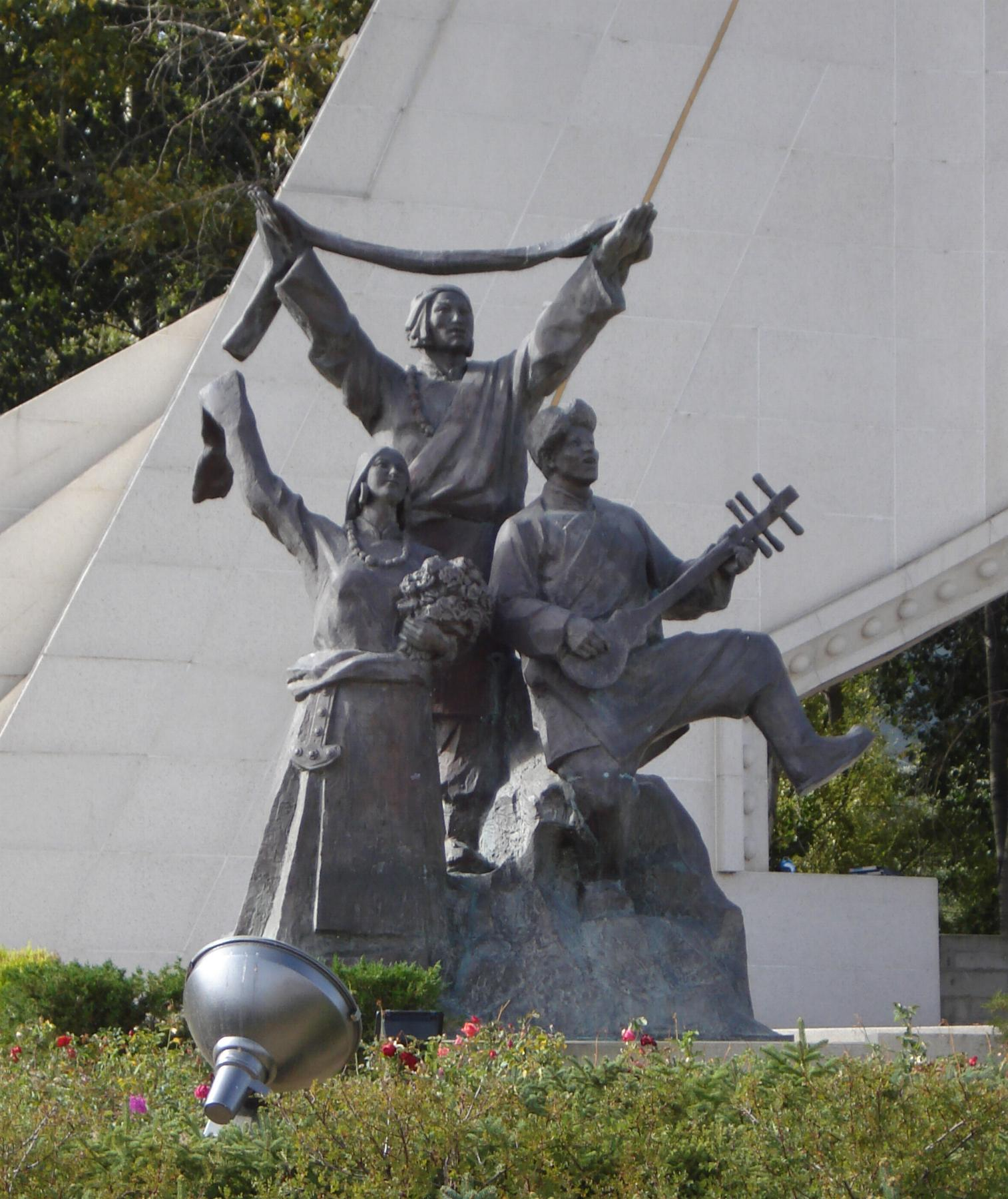
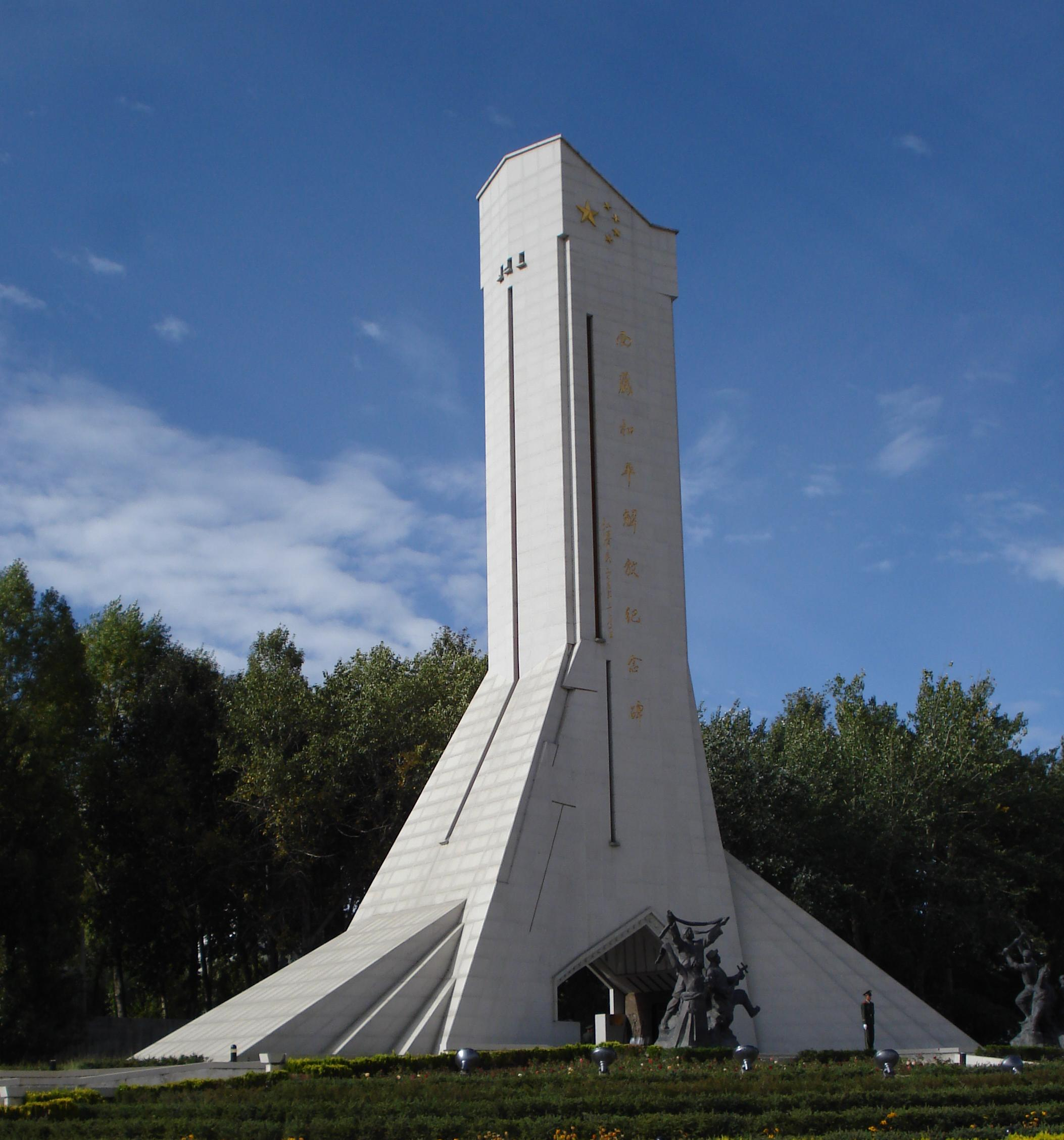
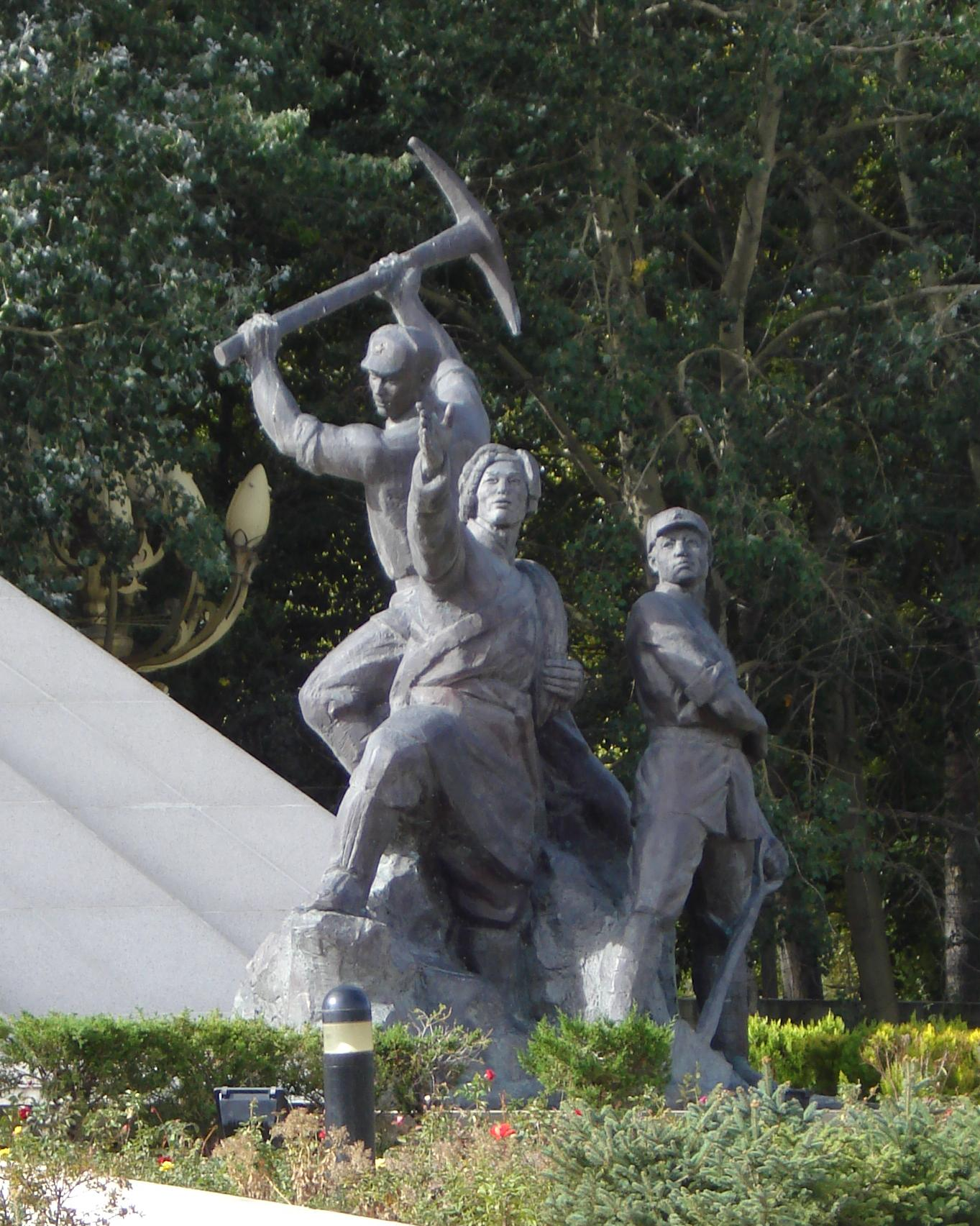